# 高垣勝次郎
高垣 勝次郎（たかがき かつじろう、1893年10月26日 - 1967年4月30日）は、日本の実業家。

## 人物
旧三菱商事最後の社長で、戦後財閥解体された三菱商事を再興し初代社長も務めた。広島県尾道市出身。東京銀行の最後の頭取及び東京三菱銀行の初代頭取を務めた高垣佑は息子。

## 来歴
第一高等学校から1918年、東京帝国大学法学部を卒業後、新設された三菱商事に入社。ロンドン支店他、上海支店長、新京支店長、ハルビン支店長など、大半を大陸で過ごし三井物産に引けを取らない業績を上げた。1944年取締役、満州で終戦を迎え1946年帰国。同年常務取締役、翌1947年同社代表取締役社長就任。しかしGHQによる解散命令（財閥解体）を受け同社清算人となる。1952年不二商事社長に就任するが、この間1950年末から財閥規制関係の諸政令が廃止・緩和されると、百数十に散らばっていた新会社をまとめ1954年、三菱商事大合同を実現させ初代社長に就任した。同年に発足された「金曜会」の初代世話人にも就任。当時のマスコミから、新生三菱商事のシンボルにふさわしい貫禄の持ち主と評された。1957年、新設された官民合同の貿易業輸出会議の初代会長を務めるなど精力的に活動し輸出の伸張にも尽力、新生三菱商事の足元を固めた。1960年会長、1966年相談役に退いたがこの間も、昭和石油会長、三菱レイヨン、三菱倉庫、三菱日本重工業（現三菱重工業）、三菱セメント（現三菱マテリアル）などの取締役を兼任。その他経団連常任理事などの要職を務めた。　　
1958年、藍綬褒章。1962年、輸出振興の功により内閣総理大臣表彰。1965年、勲三等旭日中綬章。没後、正四位勲二等瑞宝章。